# Douglas Henderson
Pour l'acteur, voir Douglas Henderson (acteur).
Douglas Henderson (16 juillet 1935 - 15 septembre 2006) est un homme politique écossais. Chef adjoint du Parti national écossais (SNP) de 1971 à 1973 et de 1979 à 1981, il devient membre du Parlement sous l'étiquette SNP pour l'East Aberdeenshire de 1974 à 1979 et occupe pratiquement tous les postes nationaux du SNP, à l'exception du chef du parti. Son style politique est décrit comme « sans fioritures »  et « très direct et direct ». Il est également connu pour son discours en public énergique, que l'ancien chef du SNP, Alex Salmond, qualifie de « messianique ».

## Jeunesse et carrière
Henderson est né à Édimbourg, fils d'un porteur de chemin de fer. Il remporte une bourse pour étudier à la Royal High School (en) et reçoit ensuite une bourse qui lui permet de fréquenter l'Université d'Édimbourg de 1952 à 1957. Il ressort diplômé d'Édimbourg avec un Master of Arts et un Baccalauréat en droit avec une qualification spéciale en droit constitutionnel.
Il travaille comme consultant en gestion au Royaume-Uni et à l'étranger. Il épouse Maureen Ferguson à Johannesburg en 1960 et a quatre enfants, mais divorce plus tard,. Par la suite, sa compagne et partenaire commercial est la créatrice de mode anglaise Betty Davies; ensemble, ils fonde la Scottish Fashion International.
Au cours des dernières années, il se rend régulièrement à la cathédrale St Giles, où ses funérailles ont eu lieu le 7 octobre 2006.

## Carrière politique

### Début de carrière (1970-1983)
Henderson devient très jeune un partisan de l'indépendance écossaise et rejoint le SNP à l'âge de 14 ans  Par la suite, il devient président du club nationaliste de l'université d'Édimbourg. Henderson s'implique fortement dans le SNP après son retour d'Afrique du Sud en Écosse au milieu des années 1960. Il est également directeur des programmes de Radio Free Scotland  de 1963 à 1965, et vice-président principal (chef adjoint) du SNP de 1970 à 1972. Il est sélectionné comme candidat du SNP dans l' East Aberdeenshire en 1972 et déménage pour vivre dans la circonscription, développant des liens avec les pêcheurs, les agriculteurs et les hommes d'affaires locaux,. Il est élu aux élections générales de février 1974 et réélu aux élections générales d'octobre plus tard cette année-là. Le SNP a alors le vent en poupe, faisant campagne sur la base de « It's Scotland's oil ».
Henderson est whip, ainsi que l'un des principaux membres du groupe de 11 députés du SNP à la Chambre des communes. En 1975, il négocie un poste pour Winnie Ewing du SNP dans la délégation britannique au Parlement européen, où elle devient connue sous le nom de « Madame Écosse ». Il devient plus tard le porte-parole du SNP pour l'emploi et l'industrie. Henderson joue un rôle déterminant dans la décision du SNP de déposer une motion de censure à la Chambre des communes, critiquant le gouvernement travailliste de James Callaghan après que le vote référendaire du 1er mars 1979 sur la dévolution écossaise n'est pas approuvé par les 40 % requis de l'électorat,. À cette époque, le gouvernement travailliste dépend du soutien du SNP. La motion est adoptée par une voix le 28 mars et Callaghan convoque immédiatement des élections générales qui porte au pouvoir le Parti conservateur dirigé par Margaret Thatcher. Callaghan qualifie les actions du SNP de « dindes votant pour Noël ». Henderson perd son siège face au conservateur Albert McQuarrie aux élections générales de 1979 par moins de 600 voix, et seuls deux députés du SNP se maintiennent dans le nouveau Parlement.
Il revient à sa carrière d'homme d'affaires, mais avec moins de succès que dans les années 1960. Lors de la conférence du SNP en 1979, il est élu vice-président principal du parti (maintenant décrit comme chef adjoint) (au chef Gordon Wilson ), battant Margo MacDonald pour le poste. Il reste à ce poste jusqu'en 1981, date à laquelle il démissionne pour des raisons de santé.
Il combat pour le nouveau siège de Banff et Buchan, qui avait largement remplacé l' Aberdeenshire East lors des élections générales de 1983. Il perd de nouveau contre Albert McQuarrie par moins de 1 000 voix. Aux élections de 1983, le SNP ne remporte que les deux sièges qu'il détenait en 1979, mais Banff et Buchan sont l'un des trois qu'ils ont failli reprendre aux conservateurs. Le futur chef du SNP Alex Salmond remporte cette circonscription à partir de 1987, et elle reste entre les mains du SNP jusqu'en 2017.

### Retour à la vie politique (1998-2006)
Henderson est absent de la politique active pendant une longue période en raison d'une maladie mal diagnostiquée. Il subit une lourde opération en 1998 pour un cancer, puis plusieurs mois de chimiothérapie, avant de pouvoir reprendre ses fonctions politiques au sein du SNP.
Il participe aux élections du Parlement européen de 2004 pour le SNP mais n'est pas élu car il a est placé quatrième sur la liste du parti alors qu'ils ne remporte que deux sièges. Il conteste également le siège de Dumfries et Galloway aux élections générales de 2005, terminant troisième derrière Russell Brown, le candidat travailliste et Peter Duncan, le candidat conservateur.
En septembre 2005, à la suite du départ en retraite de Winnie Ewing, il se présente au poste de président du SNP, mais perd face à Ian Hudghton, membre du Parlement européen, bien que terminant devant l'ancien président William Wolfe. Il réussit cependant à être élu comme l'un des six membres ordinaires du Comité exécutif national du SNP.
En 2007, Il est choisi pour combattre la circonscription de Falkirk East pour les élections législatives écossaises et arrive quatrième sur la liste régionale du centre de l'Écosse du SNP. Henderson meurt des suites d'une courte maladie en 2006, avant que les élections ne puissent avoir lieu.